# José Ribamar de Oliveira
José Ribamar de Oliveira, mejor conocido como Canhoteiro, fue un futbolista brasileño. Jugaba de mediocampista y su último club fue el Saad Esporte Clube. 

## Clubs
- Paysandu Sport Club (1954)
- São Paulo Futebol Clube (1954 - 1963)
- [[Nacional Atlético

Clube (São Paulo)]] (1965)
Nacional de Guadalajara
- Club Deportivo Toluca
- Nacional Atlético Clube
- Saad Esporte Clube

## Palmarés
- Torneio Jarrito: 1955
- Campeonato Paulista: 1957
- Pequena Taça do Mundo: 1957

- Datos: Q2417923